# Гилкрист, Алфи
А́лфи Ги́лкрист (англ. Alfie Gilchrist; род. 28 ноября 2003, Кингстон-апон-Темс, Большой Лондон) — английский футболист, защитник клуба «Челси», выступающий на правах аренды за клуб «Шеффилд Юнайтед».

## Клубная карьера
Футбольную карьеру начинал в юношеских командах таких английских клубов как «Олд Айлвортианс» и «Куинз Парк Рейнджерс». В 2014 года в возрасте 11 лет футболист перебрался в академию лондонского «Челси». В ноябре 2020 года футболист подписал с лондонским клубом свой первый профессиональный контракт. Начиная с 2021 года футболист тал выступать также за молодёжные команды клуба. В конце мая 2023 года футболист стал подтягиваться к основной команде, попав в заявку на матч против «Манчестер Юнайтед», однако на поле так и не вышел. В июле 2023 года футболист вместе с основной командой попал в список игроков на предсезонное турне. 
Начинал сезон футболист в составе молодёжной команды, однако продолжал тренироваться с основной командой, также регулярно став попадать в заявку на матчи. Дебютировал за клуб 27 декабря 2023 года в матче английской Премьер-лиги против клуба «Кристал Пэлас», выйдя на замену 92 минуте. 2 апреля 2024 года продлил контракт с клубом до 2026 года. Первый мяч за «Челси» забил 15 апреля 2024 года в игре против «Эвертона» (6:0) отличившись на 90-й минуте.